# 磯部昌朔
磯部 昌朔（いそべ しょうさく、1874年〈明治7年〉9月5日 - 1936年〈昭和11年〉4月1日）は、大日本帝国陸軍軍人。最終階級は陸軍少将。

## 経歴・人物
石川県出身。1895年（明治28年）陸軍士官学校第6期卒業。1903年（明治36年）陸軍大学校第17期卒業。
1914年（大正3年）8月に秋田連隊区司令官、1915年（大正4年）12月に陸軍歩兵大佐、1916年（大正5年）1月に歩兵第46連隊長、1918年（大正7年）7月に第18師団参謀長を経て、1919年（大正8年）7月に陸軍少将・歩兵第34旅団長に任官。
のち1922年（大正11年）2月に待命、同年5月に予備役に編入した。

## 栄典
- 1895年（明治28年）11月15日 - 正八位[3]
- 1897年（明治30年）12月15日 - 従七位[4]
- 1919年（大正8年）9月10日 - 正五位[5]